# 斧形胡桃蛤
是弯锦蛤目银锦蛤科银锦蛤属的一种。主要分布于中国大陆、台湾，常栖息在水深600米、泥质砂底。